# Modelação por homologia
A modelação por homologia de proteínas refere-se à construção de um modelo de resolução atómica de uma proteína-alvo a partir da sua sequência de aminoácidos.